# Герб Микулинців
Герб Микулинців — один з символів Микулинців — містечка (селища міського типу) Теребовлянського району Тернопільської області.Затверджений 20 травня 1996 р.
Автор — А. Гречило.

## Герб австрійського періоду

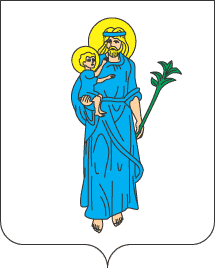
Герб австрійського і польського періоду

Герб австрійського періоду виглядав так: у срібному полі Святий Йосиф Обручник із немовлям Ісусом на руках та з квіткою лілії.

## Сучасний герб
У чорному полі срібний меч у стовп із золотим руків'ям, вістрям донизу, обабіч нього по золотій восьмипроменевій зірці. Щит обрамований декоративним картушем і увінчаний срібною міською короною з трьома мерлонами.

## Зміст
Меч символізує час і причини виникнення, становлення та розвиток міста як оборонного укріплення на торговому шляху. Зірки є знаками вічності й свідчать про багатовікову історію поселення. Чорне поле характеризує родючу землю, на якій розташоване містечко.

## Дивись також
- Прапор Микулинців
- Методичні рекомендації з питань місцевої геральдики і прапорництва